# Epatimito di Napoli
Epatimito, o Epitimito o Epatimo (I secolo – 152) è stato un vescovo romano, venerato come santo dalla Chiesa cattolica.

## Biografia
Secondo quanto riportano le Gesta episcoporum Neapolitanorum e il Catalogus episcoporum Neapolitanorum il vescovo Epitimito (Epithimitus episcopus) fu il secondo vescovo di Napoli, dopo il protovescovo Aspreno e predecessore di Marone. Le stesse fonti riferiscono che governò la Chiesa napoletana per 17 anni, all'epoca dei papi Sisto I (ca. 117/119 - 126/128) e Telesforo (ca. 127/128 - 137/138), e dell'imperatore Adriano (117-138). Incerta è l'epoca esatta del suo episcopato: alcuni autori gli assegnano gli anni 131-152, altri invece, partendo dal primo vescovo di Napoli storicamente documentato (Fortunato, 343/344) e procedendo a ritroso, pongono il suo regno nella prima metà del III secolo. Le Gesta episcoporum riferiscono che Epitimito fu imitatore delle virtù del suo predecessore sant'Aspreno (prioris exempla sequens).